# Gabriele Hammerstein
Gabriele Carmen Felicitas Hammerstein (* 3. Oktober 1923 in Bad Landeck; † 10. Juni 2018 in Jackson Heights, Queens County) war eine jüdische deutsch-amerikanische Opernsängerin.

## Leben

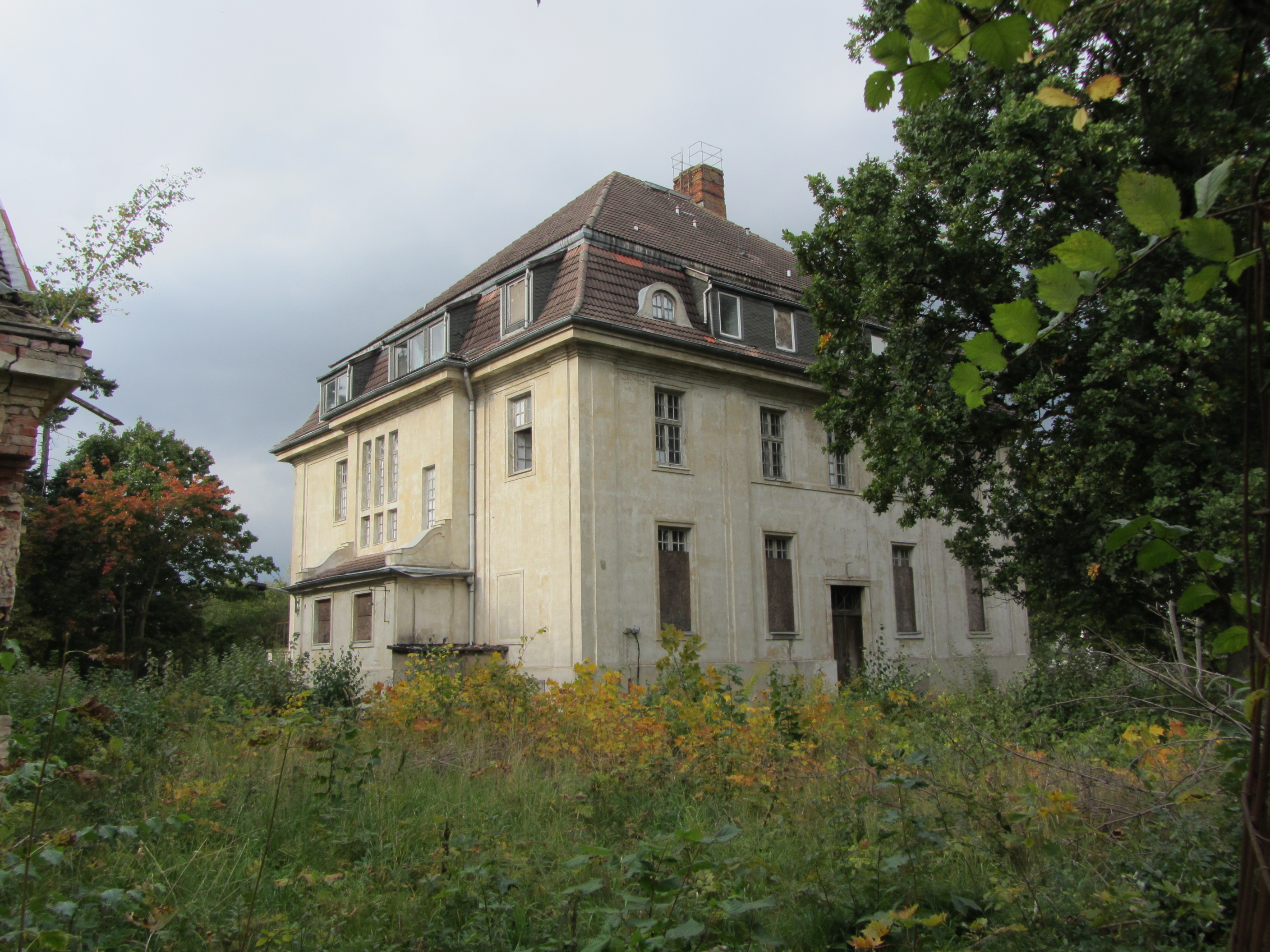
Villa Schwicheldt, das Elternhaus (2012)

Hammerstein wurde als Tochter der beiden Ärzte Erich und Gertrud Rosenhain (geb. Hammerstein in Stettin) in einer jüdischen Familie geboren und wuchs in Schwerin auf, wo diese ab 1931 eine private Nervenheilklinik in der Weinbergstr. 1 betrieben (ehemalige Villa Schwicheldt). Im Mai 1935 wurde sie wegen der zunehmenden rassistischen Repressalien im NS-Staat vorsorglich zu ihrem Onkel Felix Rosenhain nach Forest Hills in die USA geschickt. Den Eltern wurde die Konzession für die Klinik entzogen, obwohl sie einen Prozess noch gewannen. Die Eltern und Geschwister folgten im Februar 1936 in die USA, ermöglicht durch eine Bürgschaft des ehemaligen Patienten Albert Einstein, und begründeten in Jackson Heights eine neue Praxis. Die in Schwerin gebliebene Großmutter Frieda Hammerstein kam am 1. November 1942 im KZ Theresienstadt um. 
Nach der High School besuchte Gabriele Rosenhain für ein Jahr die New York University und daneben Klassen an der American Academy of Dramatic Arts. Im Zeugnis trägt sie schon den Künstlernamen Hammerstein, der in den USA einen guten Ruf hatte. (s. u.) Doch wollte sie keine Musical-Karriere machen, sondern das ernsthafte Opernfach für ihren Favoriten Richard Wagner einschlagen. Im Zweiten Weltkrieg diente sie in der United Service Organisation (künstlerische Truppenbetreuung) und wurde eine Zivilangestellte beim US-Hochkommissar in Frankfurt am Main von 1950 bis 1953. 
Dann trat sie nach eigenen Angaben von 1960 bis 1962 von West-Berlin aus als Wagnersopran in der DDR auf, bis sie im Januar 1962 von den Sowjets verhaftet wurde. Sie erhielt in einem nur 15-minütigen Prozess in Neubrandenburg am 3. August 1962 wegen Spionage sechs Jahre Haft, von denen sie 27 Monate in sowjetischen und ostdeutschen Gefängnissen verbrachte. 1964 kehrte sie nach einem Austausch von Häftlingen in die USA zurück. Bis in die 1980er Jahre arbeitete sie gelegentlich als Sängerin auch am Broadway. Sie lebte bis 1983 mit ihrer Mutter zusammen, die ein Pflegefall geworden war. Nach dem Untergang der DDR stellte sie Anträge auf Vermögensrückübertragung für das Haus in Schwerin, die jahrelang an Streitigkeiten auch mit der Jewish Claims Conference scheiterten. Im Alter krank geworden, starb sie 2018 in ihrem Haus in Queens als letztes der drei Geschwister nach ihrer Schwester Beatrice Nightengale (* 1928) und Helmut Rosenhain (* 1925).
Ihr entfernter Onkel aus Stettin Oscar Hammerstein I wanderte 1909 in die USA aus und hatte großen Erfolg als Musikproduzent am Broadway. Ihr direkter Onkel oder Cousin Oscar Hammerstein II war in den 1930er Jahren der Musical-König am Broadway. Er schrieb unter anderem Kassenschlager wie Oklahoma, The King and I und The Sound of Music.

## Villa Hammerstein

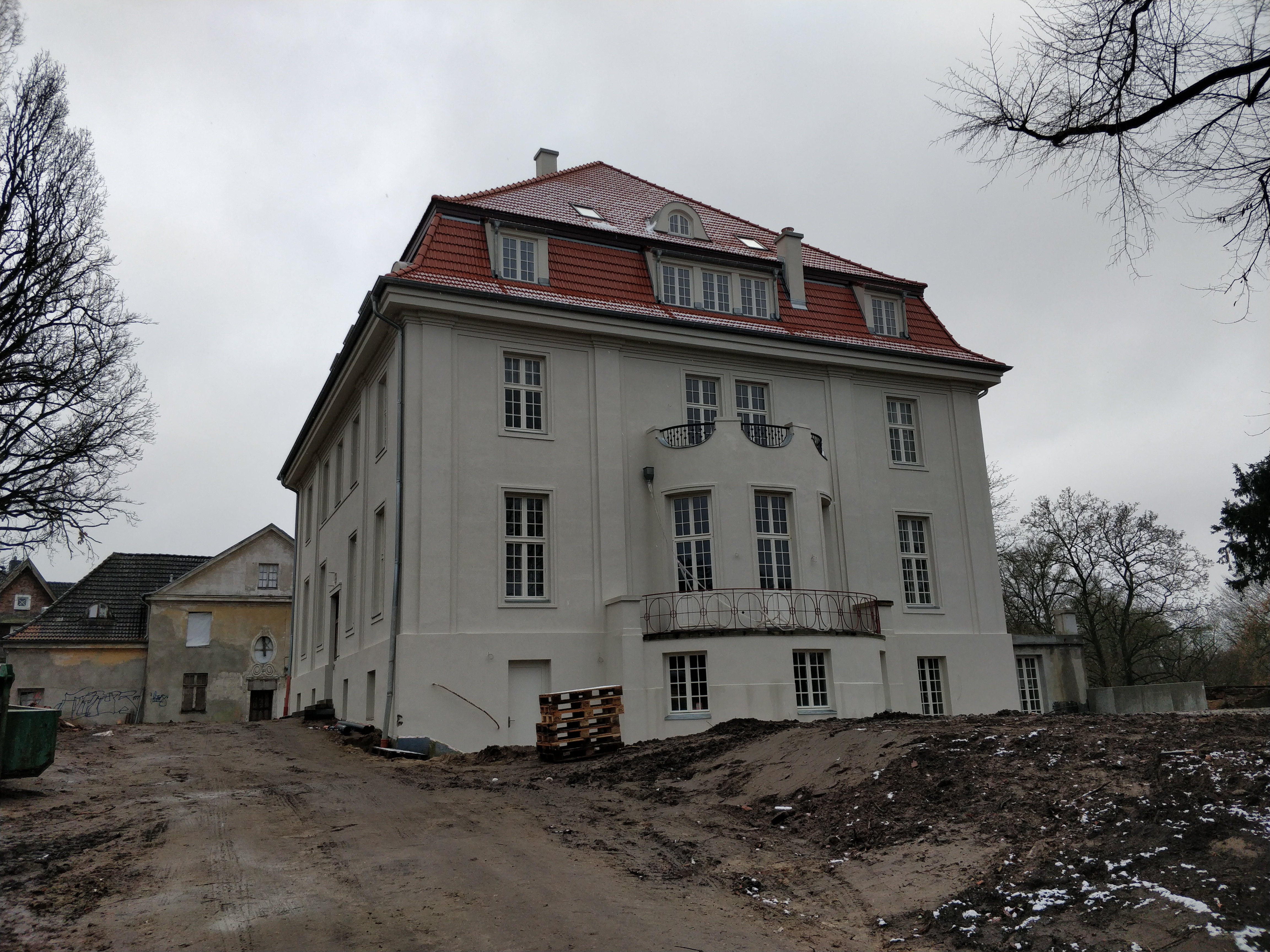
Villa Hammerstein nach der Renovierung 2021

Das Haus der Familie Rosenhain-Hammerstein in Schwerin, Weinbergstraße 1, zeigt eine markante Geschichte. Vielfach wird es Villa Hammerstein genannt. Auf der Paulshöhe mit Sicht auf das Schweriner Schloss war keine Bebauung auf dem ehemaligen Küchengarten vorgesehen, doch für die Oberhofmeisterin seiner Frau, Marie Gräfin von Schwicheldt (* 1862 in Tilsit), gestattete Großherzog Friedrich Franz IV. ein Wohngebäude. Damit begann die Erschließung des ganzen Stadtteils. Der junge Architekt Paul Ludwig Troost, später ein wichtiger NS-Architekt, plante den Bau 1906/07 im Stil eines Gartenhauses aus dem 18. Jahrhundert mit einem Mansardwalmdach. Aus Geldmangel nach der Inflation 1923 musste Gräfin Schwicheldt das Haus an den Arzt Walter Rohardt verkaufen. Er eröffnete eine Nervenklinik, das „Schlossgartensanatorium“, mit 23 komfortablen Zimmern. 1931 veräußerte er die Klinik weiter an das jüdische Ärztepaar Rosenhain, das ebenso eine Privatklinik für gehobene Ansprüche (mit Telefon auf den Zimmern) betrieb. Die Polizei untersagte ab 1935 die Aufnahme „arischer“ Patienten, der deshalb angestrengte Prozess wurde zwar gewonnen, doch scherte dies die Polizei nicht. Nach der „Arisierung“ 1936 zog ab 1938 die Gestapo in das Haus, wozu Haftzellen und Folterkeller eingebaut wurden. 1945 übernahm es die Sowjetische Militäradministration (SMD), die es danach einer Treibstofffirma der Sowjets übergab. Dann durfte die DDR das Gebäude nutzen, erst für die Landesbauverwaltung, dann für die FDJ im Bezirk Schwerin. 1957/58 wurde es grundlegend saniert und als Kinderklinik umgebaut. 1984 folgte ein Rehabilitationszentrum für behinderte Kinder bis 1992. Nun zog kurzfristig eine Förderschule ein, darauf ein Asylbewerberheim. 
Inzwischen hatte Gabriele Hammerstein als Erbin die Rückerstattung des von den Nazis enteigneten Gebäudes beantragt. Das Verfahren zog sich über lange Jahre hin, weil die Jewish Claims Conference eigene Interessen verfolgte. Ab 2005 begann die Renovierung, begleitet von neuen Rechtsstreitigkeiten auch mit der Bundesrepublik. Vor dem Tod Hammersteins wurde das Haus an neue Investoren verkauft, die endlich die aufwändige historisch getreue Restauration vornahmen. Seit 2022 wohnen die ersten Bewohner wieder im Haus.

## Einzelbelege
1. ↑  Gabriele Carmen Hammerstein. Abgerufen am 2. Mai 2022 (englisch).
2. ↑  Ärztinnen im Kaiserreich. Abgerufen am 2. Mai 2022.
3. ↑  Die Villa von Schwicheldt in Schwerin wird DSD-Förderprojekt. Abgerufen am 2. Mai 2022.
4. ↑  Berliner Zeitung: Gabriele Hammerstein aus New York kommt aus einer illustren Familie und hat ein bewegtes Leben geführt: Zwischen Wagner und Broadway. Abgerufen am 2. Mai 2022.
5. ↑  Eva C. Schweitzer: Manhattan Moments: Geschichten aus New York. Knaur eBook, 2009, ISBN 978-3-426-55902-4 (google.com [abgerufen am 2. Mai 2022]).
6. ↑  EAST GERMANS JAIL A NEW YORK WOMAN. In: The New York Times. 29. September 1962, ISSN 0362-4331 (nytimes.com [abgerufen am 2. Mai 2022]).
7. ↑  Catskill Mountain news. (Margaretville, N.Y.) 1902-current, October 04, 1962, Image 1. Nr. 1962/10/04, 4. Oktober 1962, S. 1 (nyshistoricnewspapers.org [abgerufen am 2. Mai 2022]).
8. ↑  Gabriele Hammerstein Obituary - Woodside, NY. Abgerufen am 2. Mai 2022 (englisch).
9. ↑  Historic Images: 1964 Press Photo Gabrielle Hammerstein Wagnerian Soprano. Abgerufen am 2. Mai 2022 (englisch).
10. ↑  Ralf Eibl: Die Jewish Claims Conference ringt um ihren Leumund. In: Die Welt. 7. März 2000 (welt.de [abgerufen am 2. Mai 2022]).
11. ↑  Gisela Pekrul, Manfred Krieck: Schwerin auf historischen Ansichtskarten: Teil 2: Schloss und Umgebung. EDITION digital, 2009, ISBN 978-3-931646-40-0, S. 331–335.
12. ↑  Die Villa der Gräfin von Schwicheldt - ein Frühwerk von Paul Ludwig Troost in Schwerin. Abgerufen am 2. Mai 2022.
13. ↑  Maren Ramünke-Hoefer: Freie Sicht auf die Villa Hammerstein soll bleiben | SVZ. 23. November 2021, abgerufen am 2. Mai 2022.

| Personendaten    | Personendaten                                               |
| ---------------- | ----------------------------------------------------------- |
| NAME             | Hammerstein, Gabriele                                       |
| ALTERNATIVNAMEN  | Hammerstein, Gabriele Carmen Felicitas (vollständiger Name) |
| KURZBESCHREIBUNG | deutsch-amerikanische Opernsängerin (Sopran)                |
| GEBURTSDATUM     | 3. Oktober 1923                                             |
| GEBURTSORT       | Bad Landeck                                                 |
| STERBEDATUM      | 10. Juni 2018                                               |
| STERBEORT        | Jackson Heights, Queens County                              |